# 西格弗里德峰
西格弗里德峰（英語：Siegfried Peak），是南極洲的山峰，位於維多利亞地，處於西格蒙德峰以南，屬於阿德默勒爾蒂山脈的一部分，現時由南極條約體系管理。